# Kazimierz Lwowicz Beynar
Kazimierz Lwowicz Beynar herbu własnego – łowczy kowieński w 1674 roku.
Syn Leona.
W 1674 roku był elektorem Jana III Sobieskiego z Księstwa Żmudzkiego.